# Phù Mỹ, Gia Lai
Phù Mỹ là xã thuộc tỉnh Gia Lai, Việt Nam.

## Địa lý
Thị trấn Phù Mỹ có vị trí địa lý:
- Phía đông giáp xã Mỹ Quang
- Phía tây giáp xã Mỹ Hòa
- Phía nam giáp xã Mỹ Hiệp
- Phía bắc giáp xã Mỹ Trinh.

Thị trấn Phù Mỹ có diện tích 10,55 km², dân số năm 2009 là 12.132 người, mật độ dân số đạt 1.150 người/km².

## Lịch sử
Thị trấn Phù Mỹ được thành lập vào ngày 14 tháng 12 năm 1991 trên cơ sở 303 ha diện tích tự nhiên và 4.286 nhân khẩu của xã Mỹ Quang; 317 ha diện tích tự nhiên và 2.176 nhân khẩu của xã Mỹ Trinh; 407 ha diện tích tự nhiên và 2.515 nhân khẩu của xã Mỹ Hòa.

## Hành chính
Thị trấn Phù Mỹ được chia thành 7 khu phố: An Lạc Đông 1, An Lạc Đông 2, Diêm Tiêu, Phú Thiện, Trà Quang, Trà Quang Bắc, Trà Quang Nam.